# Camponotus cognatocompressus
Camponotus cognatocompressus é uma espécie de inseto do gênero Camponotus, pertencente à família Formicidae.